# Baldovce
Baldovce (Hongaars: Baldóc) is een Slowaakse gemeente in de regio Prešov, en maakt deel uit van het district Levoča.
Baldovce telt 176 inwoners.